# Arquitectura italianitzant
L'arquitectura d'estil Italianitzant va ser una etapa característica del segle xix en la història de l'arquitectura clàssica. En l'estil Italianitzant, els models i el vocabulari arquitectònic de l'estil Italià del segle XVI (renaixement italià), que havien servit d'inspiració tant pel Palladianisme com pel Neoclasicisme, van ser sintetitzats amb estètiques pintoresques. L'estil d'arquitectura que va sorgir, encara que també va ser caracteritzat com a "Neorenacentista", va ser particular de la seua època. "La mirada retrospectiva transforma el seu objecte", va escriure Siegfried Giedion sobre els estils historicistes de l'arquitectura; "cada espectador, en cada període -de fet, a cada moment- inevitablement transforma el passat d'acord amb la seua pròpia naturalesa."
A Anglaterra l'estil Italianitzant va ser desenvolupat en un primer moment per John Nash, cap a 1802, amb la construcció de la casa Cronkhill a Shropshire. Aquesta petita estança de camp és reconeguda en general com la primera d'estil italianitzant a Gran Bretanya, derivant-se d'ella els posteriors estils de les èpoques de la Regència i Victoriana.